# HAT-P-32
HAT-P-32 — одиночная звезда в созвездии Андромеды на расстоянии приблизительно 950 световых лет (около 292 парсек) от Солнца. Видимая звёздная величина звезды — +11,44m. Возраст звезды определён как около 3,8 млрд лет.
Вокруг звезды обращается, как минимум, одна планета.
HAT-P-32 была открыта с помощью орбитальной обсерватории Hipparcos в ходе проекта Tycho. Официальное открытие звезды было совершено 1997 году в рамках публикации каталога Tycho. Наименование звезды в этом каталоге — TYC 3281-800-1. В настоящий момент более распространено наименование HAT-P-32, данное командой исследователей из проекта HATNet.

## Характеристики
HAT-P-32 — жёлто-белая звезда спектрального класса F/G. Масса — около 1,176 солнечной, радиус — около 1,24 солнечного, светимость — около 2,186 солнечной. Эффективная температура — около 6245 K.

## Планетная система
В 2011 году группой астрономов, работающих в рамках проекта HATNet, было объявлено об открытии планеты HAT-P-32 b. Она представляет собой чрезвычайно раздутый газовый гигант со средней температурой 1888 кельвин. Масса планеты сравнима с массой Юпитера, но по радиусу она превышает его вдвое. Открытие планеты было совершено транзитным методом.
В 2013 году группой астрономов, работающих в рамках проекта HATNet, были заявлены данные о планете HAT-P-32 c.